# Сан-Мартін-де-Вальдерадуей
Сан-Мартін-де-Вальдерадуей (ісп. San Martín de Valderaduey) — муніципалітет в Іспанії, у складі автономної спільноти Кастилія-і-Леон, у провінції Самора. Населення — 83 особи (2010).
Муніципалітет розташований на відстані близько 210 км на північний захід від Мадрида, 41 км на північний схід від Самори.

## Демографія
Динаміка населення (INE ):